# YF-19/VF-19王者之劍

YF-19/VF-19王者之劍是超時空要塞系列作品中，於21世紀40年代初期於超新星計畫中擊敗YF-21，用以取代VF-11雷霆式戰鬥機的統合軍新一代主力戰鬥機，在OVA作品Macross Plus中首次登場，並多次出現於1990年代本系列作品的諸多射擊遊戲中。於Macross Plus中，因主角勇·戴森駕駛該機與YF-21的互相角力，及其駕駛該機時所表現的特技動作，而給人留下深刻印象。此外，本機是超時空要塞系列作品中第一次未直接參考現實飛機獨立設計的可變形戰鬥機"，本機僅有機翼方面引用美國X-29構型的設計，其命名援引自英國傳說亞瑟王中的王者之劍。

## 概要
2034年，為替換已逐漸展露疲態的VF-11系列，地球統合軍政府進行研發下一代新型可變戰鬥機AVF（Advanced Variable Fighter：次世代全領域可變戰鬥機）的研發方案「超新星計畫」（スーパーノヴァ）。新一代的戰鬥機除了要求機動性能超越之前機種外，亦要求其具備以下之新技術。
- 使用Fold推進器增裝即可單機超光速（Fold）跳躍
- 主動雷達隱形
- 不需加速背包即可於宇宙空間高速飛行
- 加設針點防禦系統（尤其是因應格鬥戰的拳頭部分）

一如既往，由新星重工、英國宇航系統(BAE)及通用銀河三家統合軍最大飛機製造商進行角逐，而YF-19與YF-21兩架飛機，則是前述前兩家公司分別對這項要求的回應。YF-19在2034年提出方案後，原型機在2040年完成並在行星伊甸的新愛德華空軍基地進行測試。

同年夏濃・蘋果事件（シャロン・アップル）爆發，經過諸多測試以及狀況之後統合軍於2041年宣布由YF-19得標，成為統合軍新一代的主力戰鬥機。
該機大膽的採用了前掠翼的設計，提供了不錯的穿音速操縱性能，但其存在著高攻角飛行時機翼容易折彎的弱點。高超音速飛行時，其主翼可向後摺疊隱蔽至機身後方，大幅減少阻力並提升氣動效率，並大幅減少航艦操作時所需之停放空間。除此之外，由於前翼的採用，亦對其操縱性能多有幫助，並設計VFC（渦流控制器－Vortex Flow Controler）能在大氣層中更加靈活。

然而，也是因為這個「高攻角飛行時，機翼容易折彎的弱點」之故，以至於在勇·戴森中尉接手前的初期試飛階段中，已陸續發生過造成試飛員2死4重傷的多起意外事故。前述這一點，除了操縱性能過於靈敏外，前掠翼在高攻角的彎曲傾向，以及飛控程式撰寫的不完善，也都可能與這些事故的造成脫不了關係。
相較於YF-21，YF-19方面由於大量使用了成熟的配備，並限制了先進／不確定技術的使用，故其保養與維護較其對手YF-21容易，研發與購置成本得以壓低，可獲得性也得以提高。

## 實戰
2040年的夏濃・蘋果事件，是為YF-19的第一次實戰。事件之中，YF-19展現了不錯的機動性能，卻也在其潛在對手之前展露顯了明顯的劣勢。在與無人戰鬥機X-9交戰時，YF-21方面被逼迫至幾近無力還手的餘地，也讓YF-19在與X-9接觸不久即離開戰線飛往超時空要塞1號(馬克羅斯，SDF-1 Macross)。最後，乃是由於YF-21的主任試飛員卡爾德 ．波曼解除了G數安全限制後，發揮出YF-21機體的機動性性能極限，採取自殺式的撞機，方才將無人戰鬥機擊落。
本次事件之後，無人戰機系統的不可控制性被展露了出來，使得統合軍官方對其國防政策做出了檢討，並再次突顯了有人戰鬥機的運用彈性與必要性。然而，另一方面；在這次事件中，卻也證明了另外一件事：飛行員能忍受的G數限制了飛機的性能，YF-21在啟動了保護人體的G力安全限制下，居然無法追隨X-9的機動動作！迫使YF-21要在完全解除保護人體的G力安全限制後，才能有高於X-9的機動能力。
同時，此次事件亦展示了針點防護系統的價值。在對超時空要塞1號的攻擊中，YF-19除了靠著這套系統擋掉了多發高射砲的直接命中彈外，也保護了飛機在最後的撞機攻擊中完好無損。然而，由於VF-19的部署進度緩慢，以致於大多數統合軍的飛行員都無法享受到這種裝備帶來的好處。

## 量產
夏濃・蘋果事件結束後，高性能無人機在失控的後果嚇壞了統合軍決策機構，因此在事件同年11月超新星計畫再次啟動，YF-19也因此逃過了計劃腰斬的命運；在經過幾個月的評比之後，YF-19贏過了失去主力測試飛行員以及原型機二號機的YF-21設計團隊，贏得「超新星計畫」之最終得標，並成為2040年之後統合軍預定量產的新一代機種，統合軍授予正式量產編號VF-19。
但量產型VF-19在計畫結束後命運也非一帆風順，各殖民船團在沒有直接強大的對手下，對於量產VF-19的意願並不高；而VF-19也因其性能太過靈敏之故，因此“挑駕駛員”的問題也隨之而來，大多數駕駛員在掌控VF-19的性能前肉體已經無法負荷，更別說將VF-19運用至極限；因此各殖民船團頂多只生產個位數的VF-19，並僅僅配發至特殊部隊交由王牌駕駛進行操作(例如超時空要塞7劇中之「翡翠武力小隊」)，或是擔任測評專用(超時空要塞7第20集劇情當中出現)。
往後超時空要塞7劇中之「翡翠武力小隊」的機種配置為———
● VF-19S一架(*多卡上尉專屬指揮機)
● VF-19F兩架(*由奧迪克中尉、馬修斯少尉所分別駕駛)

## 衍生型號

### 原型機
AVF計畫的競標試作機，夏濃・蘋果衝突事件中，此戰機衝入中央控制系統並終止危機。其中僅有1至3號機為原有設定，其餘只在雜誌中提及，並非官方正式認可。
- YF-19 1號機

第二次試飛時失事，試飛員死亡。
- YF-19 2號機

Macross Plus中主角勇·戴森駕駛的機體。
- YF-19 3號機

結構實驗機體。
- YF-19 4號機

「夏濃・蘋果事件」後計劃再度開始的試驗機，主要做為飛機型態資料蒐集。
- YF-19 6號機

超新星計畫中選後於地球愛德華基地進行機器人型態的裝備測試用機，因發生機砲試射時意外爆炸而被作廢。

### 正式型號
- VF-19A

2041年開始生產的第一批型式，除了護罩下的監視器與YF-19略有差異，其餘均與YF-19相同，而貧弱的操控適應性當然也維持，與VF-22S一同被高級飛行員當作特殊作戰體；統合軍第727獨立戰隊「VF-Xレイヴンズ」配置。
- VF-19改

Macross7船團中，熱氣巴薩拉所駕駛的特殊樣式，正式名稱為「VF-19改熱氣巴薩拉專用機」，為軍方所外流的其中一架E型機體，並經改修裝設演唱裝置，但與VF-19其他衍生型相同，依舊需要極高技術的飛行員來操作之。與A型相比，機身整體更為流線、前掠翼大型化、垂直尾翼往後、引擎亦經改良，使得極速達到大氣圈內5.5馬赫、宇宙25馬赫以上的驚異表現，並與機身各處加裝推進器使得機器人型態的運動性極高，而左腕的盾亦小型化。
操控方式極為特別，將吉他型式加上鍵盤融合成操控桿，配合機體自我協調，飛行員只需簡易操控方向即可自行控制。
另外最大的特徵是與真人近似的頭部與雙眼（雙監視器）、類似嘴部的口狀（實際上嘴部部位並不會動－後於嘴部部位改裝可開啟式音聲擴散裝置）。
後期對應「音聲力量」原理而增設音響與擴散裝置使巴薩拉歌聲的能量增幅，平時可折疊收於機背。
- VF-19F

量產宇宙戰用改修型，引擎換裝FF-2550F，將空氣力學相關裝置廢除，主翼增大面積而接近三角翼，減少臨界控制範圍而增加操控適應性，頭部設有一門小口徑光束砲；為Macross7特殊部隊「翡翠武力小隊」的主要機種。
- VF-19S

F型的指揮機型，「翡翠武力小隊」隊長使用機，使用FF-2550J引擎，頭部增設小口徑光束砲一門與對空雷射砲四門。
- VF-19P

邊境行星「柔拉」（ゾラ）的銀河警備隊所配置的新式巡邏用機種，對應警備隊飛行員的高技術而配發，外機體型與C型類似，VFC裝設於脚部，頭部設有小口徑光束砲一門及對空雷射砲兩門。
- VF-19ADVANCE

出现在剧场版超时空要塞F恋离飞翼，勇·戴森加入民间军事组织SMS之後依然照常使用的爱用机，2050年代后半段为已经研发20多年的VF-19延寿的产物。外形接近YF-19，但是能使用VF-25风格的背包模块。

### 模型創作
以下型式為日本月刊モデルグラフィックス（Model Graphix）2002年6月號的模型自行設計機型，以YF-19為母體進行創作；尚未被官方認定。
- VF-19A+

第8721戰術戰鬥飛行隊（8721TFS）原定配置機體，配合大氣層內飛行而將A型尾翼大型化。
- VF-19C

A型的操控適應改良型，增加引擎出力，將推力控制類比化而增加操控性，並換裝機體組件提高安定性，頭部裝備一門小口徑光束砲，但習慣A型的飛行員對其評價很低，並謔稱為「便宜的龍騎兵」（ランサー，Lancer）。
- VF-19ES

試圖創下飛行紀錄的民間開發機體，集合了YF-19開發時的研發小組成員進行完全改造，暱稱「神秘之船Ⅱ」（ミステリー・シップⅡ）；從伊甸星（エデン）的新愛德華空軍基地（ニューエドワーズ）飛到地球的愛德華空軍基地僅花費1小時52分鐘而締造新紀錄。

## 追加裝備

### 高速背包
- YF-19、VF-19A型式

因無法保持隱匿性，僅早期型式使用。
- VF-19F/S型式

大氣層內外兩用，考慮及變型構造而將高速背包前端接於兩肩。
- VF-19改型式

戲劇「林明美故事」（リン・ミンメイ物語）中臨時擔任演出一条輝的熱氣巴薩拉當時機體所裝著的背包，模仿VF-1的高速背包。

### 其他
- Fold推進器

採用與VF-22相同的模組，直接接續於機體上方，單程使用後即脫離。
- 音聲增壓器

巴薩拉的VF-19改專屬的裝備，裝於兩肩部，開啟後可利用共振而將歌聲的能量擴大並傳出。
- 槍匣Γ（Gamma）

巨大的擴音器彈夾與大型發射器組成的對艦用裝備，過於巨大而必須由VF-17T分開運送；發射後擴音器彈前端會開啟針點防禦並釘入艦體表面，進行遠隔擴音。

## 相關機種
- F-10戰機（英语：F3D Skyknight）
- X-29（英语：Grumman X-29）（與VF-19擁有類似空氣力學裝置、VFC及前掠翼的實驗機）
- F-14雄貓式戰鬥機
- Su-27戰鬥機（VF-19與VF-11的靈感來源）
- Su-47戰鬥機（與VF-19相同的雙發動機、前掠翼戰機）

## 註解／參考資料
1. ↑  儘管河森正治宣稱本機之設計乃是參考X-29而來。然而，事實上；除前掠翼外，該機之構型與美軍70至90年代主力的10系列戰鬥機較為相似，反而與F-5/X-29家族沒有太大的關係。
2. ↑  在現實生活中，同樣的設計，亦為諾斯洛普公司計畫中的折翼刀戰鬥轟炸機所採用
3. ↑  事實上，相對於現實生活中眾多採用前翼+三角翼設計的飛機，其兩片小面積固定式[來源請求]前翼，並不能對高攻角性能有太多助益，反而會增加阻力與遮蔽狀況警覺。若非作為天線使用，這兩片前翼除了增加穿音速阻力外，可謂一點用也沒有。[來源請求]
4. ↑  在機體表面會產生微量的瓦斯噴射氣流，應用與棒球中控制變化球相同原理的裝置，可使機體不需過度依賴尾翼進行大攻角飛行
5. ↑  官方設定中：YF-21的購置價格，大約等於三架VF-19。
6. ↑  第一次宇宙戰爭時統合軍使用的一種廉價低性能宇宙戰機

- . GA Graphic. 2010年6月2日. ISBN 978-4-7973-5693-9.

## 外部連結
- 1/60 完全変形 YF-19 （页面存档备份，存于）（アルカディア）
- 1/60 完全変形VF-19改 熱気バサラスペシャル（アルカディア）
- DX超合金 VF-19ADVANCE （页面存档备份，存于）（バンダイ）